# 中古高棉语
中古高棉语是高棉语14-18世纪的演化阶段，:693介于古高棉语和现代高棉语之间。中古高棉时期大致始于吴哥高棉帝国臣服于暹罗阿瑜陀耶王国，这段历史时期也被称作柬埔寨黑暗时代。这一时期高棉语尤其在语音方面发生了相对快速而巨大的变化，:694最终形成了与现代高棉语相差无二的语言，至1777年涅列列谢三世加冕时基本定型。
6–7世纪后，高棉语一直以印度文字书写。:240古高棉语到中古高棉语的变化被大量铭文记录下来，使得中古高棉语可构拟。失去了部分古高棉语声母，使元音系统发生了全面的补偿性变化。古高棉语元音在古浊塞音后基本不变，古清塞音后则通过不同的过程（如裂化）而降低。:694此外，绝大多数现代高棉语方言中-r已消失，音节尾的-/s/>-/h/也都发生于中古阶段。
中古高棉语的资料可见于各种文本与铭文中，几乎可谓俯仰皆是。演变为三种现代语言：北部高棉语、西部高棉语及中部高棉语数种方言。

## 历史
“古高棉语”指14世纪之前分布在柬埔寨南部的语言，由扶南、:125真腊、高棉帝国三个连续政体使用，其鼎盛时期统治了从湄公河三角洲到安达曼海，从泰国湾到中国的大部分东南亚大陆地区。古高棉语是统治者高棉族的语言，也是整个帝国的行政语言。14世纪暹罗阿瑜陀耶王国攻陷吴哥后，高棉帝国一蹶不振，在该地区的霸权和威望不断丧失。扁担山脉以北被老挝王国占领，西部和西北部被泰国占领，湄公河三角洲被越南占领。高棉文化的中心渐向东南退去，最终沦为其强大的邻国泰国和越南之间的一个缓冲地带，两国争相控制这个残缺的政体。:236–237
正是高棉帝国的崩溃这种环境下，古高棉语开始迅速演变为中古高棉语。所有现代高棉语方言都直接来自于中古高棉发生的“语言社区分裂”。:107对现代方言应用比较法，再与中古高棉语文本比对，:693语言学家便能对中古高棉语有很好的了解。然而，由于没有其他现存的古高棉语后代语言，语言学家只能依靠对其书信和正字法的分析，以及对中古高棉语的描述，来内部构拟古高棉语。:101这使得理解中古高棉语很重要，但也严重阻碍了原始高棉语的构拟工作。:107

### 早期中古高棉语
语言学家们根据资料的可用性，将中高棉语非正式地分为两阶段。14世纪到17世纪初的语言证据非常少，许多中古高棉语文本都没有日期。:707据推测，许多较新的文本可追溯到安阳王(1789–1859)，cbap srei（“女士行为规范”）就出自他手。:705对高棉语cbap文献中的韵律分析表明，最早的cbap是ker kala和kuna cau两篇，可能是中早期中古高棉语。从中可见中古高棉语大部分音变已发生，其他许多变化晚期时也已开始，早期发生的往往只能比较晚期古高棉语和晚期中古高棉语文本才能推断。:{{{1}}}

### 晚期中古高棉语
晚期中古高棉语的语料最多，除碑文外，还有多种体裁或学科的贝叶经，如编年史、演义文学、道德规范、技术操作指南等等。:693浊塞音此时已经完全清化，新的元音系统逐步建立。:21

## 音系
最早的中古高棉语音系与古高棉语非常相似，以下是发生重大音变之前的辅音和元音。:23:51浊内爆音[ɓ]、[ɗ]]]可能与[b]、[d]对立，但比较罕见，两者也可能是同一音位在中古高棉语不同阶段的形式。:109–110括号里的元音是无法证实亦无法证伪的早期中古高棉语可能使用的元音。:51除已列出的韵腹外，还有从古高棉语保存下来的[iə]、[uə]，[ɨə]则是从泰语中借来的。:23
|      |      | 唇音 | 唇音 | 齿龈音 | 齿龈音 | 硬颚音 | 硬颚音 | 软腭音 | 软腭音 | 声门音 |
| ---- | ---- | ---- | ---- | ------ | ------ | ------ | ------ | ------ | ------ | ------ |
| 塞音 | 送气 | pʰ   | pʰ   | tʰ     | tʰ     | cʰ     | cʰ     | kʰ     | kʰ     |        |
| 塞音 | 清   | p    | p    | t      | t      | c      | c      | k      | k      | ʔ      |
| 塞音 | 浊   | ɓ    | b    | ɗ      | d      | ɟ      | ɟ      | ɡ      | ɡ      |        |
| 鼻音 | 浊   | m    | m    | n      | n      | ɲ      | ɲ      | ŋ      | ŋ      |        |
| 擦音 | 清   |      |      | s      | s      |        |        |        |        | h      |
| 近音 | 浊   | w    | w    | l      | r      | j      | j      |        |        |        |

|          | 前元音 | 前元音 | 央元音 | 央元音 | 后元音 | 后元音 |
| 短       | 长     | 短     | 长     | 短     | 长     |        |
| -------- | ------ | ------ | ------ | ------ | ------ | ------ |
| 闭元音   | i      | iː     | ɨ      | ɨː     | u      | uː     |
| 半闭元音 | (e)    | eː     | ə      | əː     | (o)    | oː     |
| 半开元音 | (ɛ)    | ɛː     |        |        |        |        |
| 开元音   |        |        | a      | aː     | ɔ      | ɔː     |

古高棉语浊塞音发生清化。:694:104–105古高棉语浊塞音/g/、/ɟ/、/d/、/b/与清的/k/、/c/、/t/、/p/对立，元音系统也简单得多，有8或9个单元音，可延长，还有2个双元音。随着两套声母渐渐合流，声母的对立逐渐偏移为元音的对立，古浊音声母后的元音变为带气声，古清音声母后的元音则低化，常伴裂化，裂出的介音随时间推移变为韵腹。元音为/aː/的不能低化，就只发生裂化。:695
这使得韵腹的数量翻倍。:112:696浊塞音的变为“高音域”，清塞音的变为“低音域”；到中古早期还能维持一致的高低音域元音之间，逐渐产生差异并变为稳定的对立。于是高音域的气声变得多余，现代方言中大都消失了，气声与常态浊声的对立只在西部高棉语中还有保留，某些高音域元音的气声在中部高棉语中似有残留，但没有任何区分意义的作用，使用者也意识不到它。:24
[giː] > [gi̤ː]  > [kiː]

[kiː] > [kᵊiː] > [kəi]
[ɟɛː] > [ɟɛ̤ː] > [cɛː]

[cɛː] > [caɛː] > [caɛ] ~ [cae]
[gaːŋ] > [ga̤ːŋ] > [keaːŋ]>现代：[kiəŋ]

[kaːŋ] > [kaːŋ] > [kaːŋ]
清化和裂化何时完成，在16-18世纪的范围内存在一些分歧。:21Jenner根据内部证据，给出了16-18世纪的基本范围，结论是由于大多数中高棉文本无法定年，所以不可能再具体化。:674Lewitz引用了“Angkor”（中古高棉语：[ʔɔŋgɔːr]）的域外对音材料，16世纪时写作“Angar”或“Ango”，为“g”，到17世纪变成“Anckoor”，为“k”，由此塞音清化发生于晚期中古高棉语的16-17世纪间，到18世纪完成。:387Vickery用同样的方法和更大的对音词表得出结论，西班牙语和葡萄牙语对音证明，清化是在16世纪末20年发生的，比Lewitz估计的早。:244–246

### 浊塞音重新产生
现代高棉语所有方言中古时候都有/b/、/d/。古代清塞音中古时浊化，其实现最常是内爆音[ɓ]、[ɗ]。对中古高棉语的分析必须解释，如果浊塞音清化，为什么/b/和/d/重新浊化了，且与/p/、/t/的演化结果不同？为什么是古高棉语清塞音/p/、/t/重新浊化了，而不是古高棉语浊塞音？:106
这种变化在历史上得到语言学家的关注比音域演变和复杂的元音系统要少。早期假说认为，古高棉语与东南亚其他语言相似，除*/b/、*/p/、*/pʰ/、*/d/、*/t/、*/tʰ/外还有一个系列，可能是浊内爆音系列*/ɓ/、*/ɗ/、预声门化系列*/ˀb/、*/ˀd/或预鼻化系列*/ᵐb/、*/ⁿd/。:248印度文字没有能转写这些发音的符号，只能暂时借用/p/、/t/。:{{{1}}}随着古高棉语浊音到中古清化，原本表示/b/、/d/的字母对应的发音变为/p/、/t/，原来的/p/、/t/就只用于第四系列，这个系列后来随中古发声态重组重新变为/b/([ɓ])、/d/([ɗ])。:240这些假设既没有考虑实际语音，也没有考虑元音系统的复杂性。

最近出现了另外两种新假说，都优雅地将这种近乎“翻转”的现象纳入清化的过程，并将浊/b/、/d/的重现归结为复杂语音细节的转移。Diffloth提出了一个Wayland、Jongman具体化的五阶段过程：:106–107
| 阶段 | 辅元音对立                          | 注释                                                                                             |
| ---- | ----------------------------------- | ------------------------------------------------------------------------------------------------ |
| 1    | pV- tV- cV- kV- bV- dV- ɟV- gV-     | 早期中古高棉语，塞音清浊对立；元音发声态都相同                                                   |
| 2    | pV- tV- cV- kV- bV̤- dV̤- ɟV̤- gV̤-     | 清浊对立；浊音后的元音开始带气声                                                                 |
| 2.5  | ɓV- ɗV- cV- kV- bV̤- dV̤- ɟV̤- gV̤-     | 中间阶段；气声与常态浊声的对立逐渐稳定，常态元音迫使前面的清/p/、/t/变为内爆音，内爆音与浊音对立 |
| 3    | ɓV- ɗV- cV- kV- pV̤- tV̤- cV̤- kV̤-     | 浊音清化，对立维持于元音的发声态；内爆音与清音对立                                               |
| 4    | ɓV1- ɗV1- cV1- kV1- pV̤- tV̤- cV̤- kV̤- | 塞音清化完成，调音方式影响元音音质：常态浊声元音低化、裂化；气声元音维持原位。这一阶段耗时最久   |
| 5    | ɓV1- ɗV1- cV1- kV1- pV- tV- cV- kV- | 低音域元音充分分化，气声-常态浊声对立消失                                                        |

第二种假说是Wayland和Jongman提出的，也假设了五个发展阶段，与Diffloth的殊途同归。第二阶段，浊塞音获得弛声，使后续元音获得气声；清塞音变为僵声。第三阶段，弛-僵声对立仍维持，共振峰从僵声浊声母转移到元音，使元音低化、裂化。第四阶段，僵声突然消失，使/p/、/t/逐渐变为浊内爆音/ɓ/、/ɗ/，驰声/b̥/、/d̥/变为/p/、/t/。第五阶段气声消失。:109–112此假设中/b/、/d/从未与/ɓ/、/ɗ/真正对立，大多数方言从未成为“音域语言”，元音发声态从未成为唯一的对立元素。
这一理论中，第二阶段和第四阶段用时最长，各阶段间存在重叠。根据作者的观点，这一理论最能说明所有音变和涉及的语音过程，也能解释现代高棉语的现状。中部、北部和下高棉语的转变已完成，代表主流现代高棉语；西部高棉语仍在第四和第五阶段间，有/b/、/d/，但许多元音尚未裂化或刚开始裂化（即仍为单元音+介音形式），气声与常态浊声对立仍很突出，不过它的功能负荷正逐渐降低。这可看做是对中古高棉语演化过程中所涉机制的进一步验证。:111–113

### 韵尾辅音
古高棉语韵尾允许15个辅音，有/s/、/r/，其他13个在现代高棉语中也可做韵尾。/s/、/r/韵尾仍反映于现代正字法中。中古音节末/s/简单地去口化为/h/。/r/则复杂些。:24所有中古文本的书面/r/韵尾均和/l/韵尾混淆。:606–607诗表中，/r/韵尾词常与/l/韵尾词押韵。事实上，/-r : -l/押韵甚至比/-r : -r/更常见，尤其是早期中古高棉语中，:603说明古高棉语/r/到这时已经弱化了。中古时期这一趋势一直延续，到早期现代高棉语时，/-r : -Ø/押韵取代了/-r : -l/押韵，正如现代高棉语/r/不发音。:605
韵尾/r/的失落并不像/s/那样彻底，北部、部分西部高棉语使用者仍会发出/r/。早期中古/r/>/l/合流的残余在中部高棉语也很突出，如中古*/kɑntor/“鼠”为/kɑndol/~/kɑndao/，*/prampiːr/“7”为/prampɨl/，*/her/“热、辣”为/hɨl/~/haə/。:24除少数例外，现代中部高棉语/r/都是不发音的：*/kaːr/>/kaː/。中古韵尾/r/的具体实现尚无定论。:607也会因方言而异，:24可能是[r]、[l]、[Ø]，但一篇文章内常常三者通押，说明是逐渐发生的转变，在不同阶段影响不同环境的/r/，直到/Ø/取得主导地位。Jenner推论，书面韵尾/r/在早期中古高棉语可能为[ɹl]。:607
现代高棉语其他韵尾辅音与古高棉语的书面形式完全一致，这表明它们在中古高棉语时期没有变化。:23

## 阅读更多
- Bauer, Christian.  (PDF). Mon-Khmer Studies. 1989, 15 (155–164)  [2022-02-13]. （原始内容 (PDF)存档于2022-04-02）.
- Jacob, Judith M.  (PDF). Lingua. 1965, 15: 143–162  [2022-02-13]. doi:10.1016/0024-3841(65)90011-2. （原始内容 (PDF)存档于2022-02-06）.
- Jacob, Judith M.  (PDF). Oceanic Linguistics Special Publications. 1976: 591–623  [2022-02-13]. （原始内容 (PDF)存档于2022-02-13）.
- Jenner, Philip N.  (PDF). Southeast Asian Linguistic Studies. 1974, 1: 157–173  [2022-02-13]. （原始内容 (PDF)存档于2022-02-13）.
- Jenner, Philip N.  (PDF). Mon-Khmer Studies. 1977, 5: 101–133  [2022-02-13]. （原始内容 (PDF)存档于2016-03-04）.
- Miyake, Marc. 2012. Khmer Cʔ-lusters （页面存档备份，存于）.
- Wayland, Ratree; Jongman, Allard. . Journal of Phonetics. 2003, 31 (2): 181–201. CiteSeerX 10.1.1.576.8853 . doi:10.1016/s0095-4470(02)00086-4.